# Mijaíl Ignátiev
Mijaíl Borísovich Ignátiev (en ruso: Михаил Борисович Игнатьев; Leningrado, 7 de mayo de 1985) es un deportista ruso que compitió en ciclismo en las modalidades de pista, especialista en las pruebas de puntuación y madison, y ruta, perteneciendo al equipo ruso Katusha entre los años 2009 y 2014.
Participó en dos Juegos Olímpicos de Verano, en los años 2004 y 2008, obteniendo en total dos medallas, oro en Atenas 2004, en la prueba de puntuación, y bronce en Pekín 2008 en madison (haciendo pareja con Alexéi Márkov).
Ganó una medalla de bronce en el Campeonato Mundial de Ciclismo en Pista de 2007, den la prueba de puntuación.
En carretera obtuvo tres medallas en el Campeonato Mundial de Ciclismo en Ruta, entre los años 2005 y 2007, las tres en la prueba de contrarreloj sub-23.

## Biografía
En carretera su mayor logro es la victoria en el Mundial de Ruta de 2005 (contrarreloj sub-23); siendo segundo en la misma disciplina en los dos años siguientes. Cuenta con siete victorias como ciclista profesional, siendo vencedor en el Trofeo Laigueglia de 2007 y ganador en la tercera etapa del Tour del Mediterráneo del mismo año, entre otras victorias.
En el Giro de Italia 2007 fue uno de los ciclistas más combativos, llevándose el trofeo «Fuga Gilera», clasificación de pequeña importancia, pero que acredita al ciclista con más kilómetros escapados del pelotón. Su gran temporada continuó con la Vuelta a Burgos, donde ganó la primera etapa.

## Medallero internacional

### Ciclismo en pista
| Juegos Olímpicos   | Juegos Olímpicos            | Juegos Olímpicos  | Juegos Olímpicos |
| Año                | Lugar                       | Medalla           | Competición      |
| ------------------ | --------------------------- | ----------------- | ---------------- |
| 2004               | Atenas ( Grecia)            | Medalla de oro    | Punuación        |
| 2008               | Pekín ( China)              | Medalla de bronce | Madison          |
| Campeonato Mundial |                             |                   |                  |
| Año                | Lugar                       | Medalla           | Competición      |
| 2007               | Palma de Mallorca ( España) | Medalla de bronce | Puntuación       |

### Ciclismo en ruta
| Campeonato Mundial | Campeonato Mundial    | Campeonato Mundial | Campeonato Mundial  |
| Año                | Lugar                 | Medalla            | Competición         |
| ------------------ | --------------------- | ------------------ | ------------------- |
| 2005               | Madrid ( España)      | Medalla de oro     | Contrarreloj sub-23 |
| 2006               | Salzburgo ( Austria)  | Medalla de plata   | Contrarreloj sub-23 |
| 2007               | Stuttgart ( Alemania) | Medalla de plata   | Contrarreloj sub-23 |

## Palmarés
2005
- Campeonato Mundial Contrarreloj sub-23

2006
- Volta a Lleida
- Clásica Memorial Txuma
- 2.º en el Campeonato Mundial Contrarreloj sub-23

2007
- 1 etapa del Tour del Mediterráneo
- Trofeo Laigueglia
- 1 etapa de la Ster Elektrotoer
- 1 etapa del Regio-Tour
- 1 etapa de la Vuelta a Burgos
- 2.º en el Campeonato Mundial Contrarreloj sub-23

2009
- 2.º en el Campeonato de Rusia Contrarreloj

2010
- 1 etapa de la Tirreno-Adriático
- 2.º en el Campeonato de Rusia Contrarreloj

2011
- Campeonato de Rusia Contrarreloj

## Resultados en Grandes Vueltas y Campeonatos del Mundo
| Carrera              | Carrera              | 2004 | 2005 | 2006 | 2007  | 2008  | 2009  | 2010  | 2011  | 2012  | 2013 | 2014 |
| -------------------- | -------------------- | ---- | ---- | ---- | ----- | ----- | ----- | ----- | ----- | ----- | ---- | ---- |
|                      | Giro de Italia       | —    | —    | —    | 128.º | 140.º | 167.º | 131.º | —     | 143.º | —    | —    |
|                      | Tour de Francia      | —    | —    | —    | —     | —     | 140.º | —     | 147.º | —     | —    | —    |
|                      | Vuelta a España      | —    | —    | —    | —     | 104.º | —     | 148.º | —     | 171.º | —    | —    |
| Mundial en Ruta      | Mundial en Ruta      | —    | —    | —    | —     | —     | —     | —     | 159.º | —     | —    | —    |
| Mundial Contrarreloj | Mundial Contrarreloj | —    | —    | —    | —     | 26.º  | 47.º  | —     | 25.º  | —     | —    | —    |

—: no participa 
Ab.: abandono